# TPS (hockey sur glace)
Pour le club omnisports, voir TPS Turku.
Le Turun Palloseura, ou tout simplement TPS, est un club de hockey sur glace de Finlande évoluant au sein de la plus haute ligue du pays, la SM-liiga, basé dans la ville de Turku.

## Histoire
Le club est fondé en 1922 sous le nom de Turun Palloseura avec pour but de concurrencer le club de football Åbo IFK, autre club de la ville mais avec des joueurs parlant le suédois. Le club commence ses activités de hockey en 1937. Le nom complet du club est aujourd'hui HC TPS Turku Oy.
Le club a été sacré champion de Finlande dix fois, le légendaire entraîneur Hannu Jortikka a conduit l'équipe à six de ces dix championnats entre 1989 et 2001.

Logo de 1922 à 1980 et de 1989 à 1990
Logo de 1990 à 2007
Logo depuis 2007

## Palmarès
- Champion de Finlande : 1956, 1976, 1989, 1990, 1991, 1993, 1995, 1999, 2000, 2001 et 2010.
- Champion d'Europe : 1993, 1997
- Vainqueur de la Suomen Cup : 1955, 1956.

## Numéros retirés
- 3 - Timo Nummelin (son fils, Petteri, fut autoriser à le porter)
- 11 - Saku Koivu (Aucun joueur n'a porté ce numéro depuis que Koivu a commencé sa carrière dans la Ligue nationale de hockey)
- 23 - Hannu Virta